# Saison 8 de C'est Moi le Chef !
 (mars 2021).
Si vous disposez d'ouvrages ou d'articles de référence ou si vous connaissez des sites web de qualité traitant du thème abordé ici, merci de compléter l'article en donnant les références utiles à sa vérifiabilité et en les liant à la section « Notes et références ».
Chronologie
Saison 7 Saison 9
Cet article présente le guide des épisodes de la huitième saison de la série télévisée américaine Last Man Standing.

## Généralités
- Elle a été diffusée du 2 janvier au 30 avril 2020 sur le réseau FOX.
- Au Canada, cette saison est diffusée une heure plus tard sur la chaîne indépendante CHCH Hamilton.
- Pour cette saison, à cause de la pandémie, le nombre d'épisodes passe de 22 à 21

### Synopsis
Mike Baxter est un heureux père de famille et un directeur marketing dans un magasin de sport à Denver, dans le Colorado. C'est également un homme vivant dans un monde dominé par les femmes en particulier dans sa maison avec sa femme et ses trois filles, dont l'une est une mère célibataire.

## Distribution de la saison

### Acteurs principaux
- Tim Allen (VF : Michel Papineschi) : Mike Baxter
- Nancy Travis (VF : Martine Irzenski) : Vanessa Baxter
- Molly McCook (en) (VF : Anouck Hautbois) : Amanda Elaine « Mandy » Baxter
- Kaitlyn Dever (VF : Leslie Lipkins) : Eve Baxter (2 épisodes uniquement)
- Amanda Fuller (VF : Audrey Sablé) : Kristin Beth Baxter
- Jordan Masterson (en) (VF : Philippe Ariotti) : Ryan Vogelson, père de Boyd
- Christoph Sanders (VF : Hervé Grull) : Kyle Anderson
- Jet Jurgensmeyer (en) (VF : Sophie Froissard) : Boyd Baxter
- Jonathan Adams (VF : Thierry Desroses) : Chuck Larabee, voisin de Mike et Vanessa
- Hector Elizondo (VF : François Jaubert) : Edward « Ed » Alzate
- Krista Marie Yu : Jen (12 épisodes)

### Acteurs récurrents et invités
- Jay Leno : Joe
- Bill Engvall (en) : Reverend Paul

## Épisodes

### Épisode 1:Vol au dessus d'un nid vide
- États-Unis /  Canada : 2 janvier 2020 sur FOX

### Épisode 2:C'est pas moi le chef
- États-Unis /  Canada : 2 janvier 2020 sur FOX

### Épisode 3:Passe-temps
- États-Unis /  Canada : 9 janvier 2020 sur FOX

### Épisode 4:Fille ou garçon?
- États-Unis /  Canada : 9 janvier 2020 sur FOX

### Épisode 5:Le bureau
- États-Unis /  Canada : 16 janvier 2020 sur FOX

### Épisode 6:Dieu VS Mike
- États-Unis /  Canada : 16 janvier 2020 sur FOX

### Épisode 7:Fais dodo
- États-Unis /  Canada : 23 janvier 2020 sur FOX

### Épisode 8:Le marié disparu
- États-Unis /  Canada : 30 janvier 2020 sur FOX

### Épisode 9:Des femmes roche and roll
- États-Unis /  Canada : 6 février 2020 sur FOX

### Épisode 10:Le discours de campagne
- États-Unis /  Canada : 13 février 2020 sur FOX

### Épisode 11:Apprentie capitaliste
- États-Unis /  Canada : 20 février 2020 sur FOX

### Épisode 12:Cupidon Baxter
- États-Unis /  Canada : 27 février 2020 sur FOX

### Épisode 13:Le premier examen de Kyle
- États-Unis /  Canada : 5 mars 2020 sur FOX

### Épisode 14:Le festival des pêcheurs
- États-Unis /  Canada : 12 mars 2020 sur FOX

### Épisode 15:Le concours de Chili
- États-Unis /  Canada : 19 mars 2020 sur FOX

### Épisode 16:La petite candidate qui monte qui monte
- États-Unis /  Canada : 26 mars 2020 sur [FOX

### Épisode 17:Gardez le change
- États-Unis /  Canada : 2 avril 2020 sur FOX

### Épisode 18:Garage Band
- États-Unis /  Canada : 9 avril 2020 sur FOX

### Épisode 19:Gagner à tout prix
- États-Unis /  Canada : 16 avril 2020 sur FOX

### Épisode 20:Mike et les Gee Geeks
- États-Unis /  Canada : 23 avril 2020 sur FOX

### Épisode 21:Week-end en famille
- États-Unis /  Canada : 30 avril 2020 sur FOX